# 기타야마촌 (후쿠오카현)
기타야마촌(北山村)은 후쿠오카현 야메군에 있던 촌이다. 현재의 야메시의 일부에 해당한다.